# Frei José Loureiro
José Loureiro, O. Cist., foi um religioso, escritor e poeta português.

## Biografia
Frei José Loureiro foi um Religioso Bernardo que viveu no Mosteiro de Alcobaça no século XVIII.
Foi autor das seguintes publicações:
- Teatro ligeiro ou origem das letras, Coimbra, 1767 (trata-se de dois breves discursos, um deles relativo à origem da Eloquência e da Filosofia, o outro a propósito de hipocrisia literária)[1]
- inseriram-se suas poesias Portuguesas e Latinas na Relação das acções em que, no real mosteiro de Alcobaça, se renderam graças pelos felicíssimos anos del rei D. José, em 6 de Junho de 1775[1]
- Oração congratulatória e panegírica, pelo livramento da conjuração maquinada contra a pessoa e importantíssima vida do ex.mo Marquês de Pombal, Lisboa, 1776 (refere-se à Conspiração de que foi acusado o Genovês João Baptista Pelle)[1]